# ホヴ
- ホヴ
- ホーヴ

ホヴ（英: Hove）は、イングランド・イースト・サセックスのタウン。
行政上は単一自治体でシティのブライトン・アンド・ホヴに属している。これは1997年にブライトンとの合併によって形成されたバラであり、2000年にシティ・ステータスを取得している。

## 気候
全域が西岸海洋性気候（Cfb）に属する。夏は比較的冷涼で平均最高気温が20℃だが、冬場はあまり寒くなく気温が0℃を下回ることはない。
| イギリス・ホヴの気候   | イギリス・ホヴの気候 | イギリス・ホヴの気候 | イギリス・ホヴの気候 | イギリス・ホヴの気候 | イギリス・ホヴの気候 | イギリス・ホヴの気候 | イギリス・ホヴの気候 | イギリス・ホヴの気候 | イギリス・ホヴの気候 | イギリス・ホヴの気候 | イギリス・ホヴの気候 | イギリス・ホヴの気候 | イギリス・ホヴの気候 |
| 月                     | 1月                  | 2月                  | 3月                  | 4月                  | 5月                  | 6月                  | 7月                  | 8月                  | 9月                  | 10月                 | 11月                 | 12月                 | 年                   |
| ---------------------- | -------------------- | -------------------- | -------------------- | -------------------- | -------------------- | -------------------- | -------------------- | -------------------- | -------------------- | -------------------- | -------------------- | -------------------- | -------------------- |
| 平均最高気温 °C （°F） | 8 (46)               | 8 (46)               | 10 (50)              | 13 (55)              | 16 (61)              | 18 (64)              | 20 (68)              | 21 (70)              | 19 (66)              | 15 (59)              | 11 (52)              | 8 (46)               | 13.9 (56.9)          |
| 平均最低気温 °C （°F） | 3 (37)               | 3 (37)               | 5 (41)               | 6 (43)               | 10 (50)              | 12 (54)              | 14 (57)              | 14 (57)              | 12 (54)              | 9 (48)               | 6 (43)               | 4 (39)               | 8.2 (46.7)           |
| 平均降水日数           | 14                   | 10                   | 12                   | 12                   | 10                   | 9                    | 10                   | 10                   | 11                   | 12                   | 13                   | 12                   | 135                  |
| 出典：Weatherbase      |                      |                      |                      |                      |                      |                      |                      |                      |                      |                      |                      |                      |                      |

## 歴史

### 先史時代
ホヴでは3箇所から更新世の化石が発見されている。ポプラ通りの一軒家からは古代のゾウの臼歯の化石（重さ5kg）、ヴェントノー・ヴィラからは幼いゾウの歯の化石、ホヴ・ストリート近くからは古代のウマの歯の化石がそれぞれ発掘された。
1856年から1年間パルミーラ・スクエアで行われた建設工事の際、作業員がとある古墳を破壊した。この古墳は紀元前1,200年ごろに造られた高さ20フィートのもので、中の棺からは「ホヴ・アンバー・カップ」という青銅器時代の器が出土した。このカップはバルト海産の赤い琥珀でできており、ホヴ博物・美術館に展示されている。棺からは他にもウェセックス文化の特徴である石製の戦斧、砥石、青銅製の短剣などが出土した。

### 中世〜ルネッサンス
ホヴに住民が住み始めたのは12世紀、セント・アンドリュー教会が設立されてからである。この地区は長年重要視されず、教会から250mほど離れたところに南北に走る一本の通りがあるだけで、16世紀には教会が廃墟になったと記録されている。ハングルトン・マナーは16世紀のフリント造マナー・ハウスで、現代においてもよく保存されている。この建物は1540年ごろ、サセックスのハイ・シェリフを2度務めたリチャード・ベリンガムのために建てられたと考えられている。実際、彼のイニシャルが暖炉に彫られており、その紋章が当時の天井に飾られている。マナー・ハウス周辺はかつて広々とした傾斜地であったが、20世紀には既に住宅地として開発された。

### 18世紀
1723年にホヴを訪れた古物商で旅行家のジョン・ウォーバートンは著書において「私はホヴという荒廃した村を通過したが、この村は毎日のように海に浸食されており、大いに閑散としている。しかし教会は非常に大きく海岸から十分な距離があるので、おそらく逃れることができるだろう」と書いている。 それでも、1702年頃、ザ・シップ・インは大通りの海側の端に建てられていたため、海岸の浸食の影響を受けやすかった。
1724年には作家のダニエル・デフォーが南海岸について言及し、こう述べている。「我々が密輸と呼んでいるものを除いて、彼らが外国との取引をしているとは思えない。テムズ川の河口からコーンウォールのランズエンドまでの地域では、この商売が支配的であると言ってもいいだろう。」
ブライトンとの境界線の西にある肥沃な平野には煉瓦用の土が大量に堆積しており、1770年ごろには現在のブランズウィック・スクエアにあたる場所に煉瓦場が設けられ、その後その西に多くの煉瓦工場が建てられた。

### 摂政時代〜ヴィクトリア時代
1801年の国勢調査においてブライトンの人口が7,339人だったのに対し、ホヴのはわずか101人であった。ジョージ4世が即位した1821年にはその人口が312人まで増加したが、ブライトンの人口も24,429人まで増加した。住民は相変わらずホヴ・ストリートに集中し、周囲には農地が広がっていた。またホヴはブライトンと比べて孤立した場所にあったため、密輸を含めた多くの違法行為が行われていた。彼らは悪名高く、セント・アンドリュー教会に密輸品が保管されていることもよくあった。伝統的にザ・シップ・インが待合わせ場所として用いられたため、1794年には兵士が駐留するようになった。1818年には役人と密輸業者の戦いがホヴ・ビーチで行われ、密輸業者が勝利した。議会は密輸業者を取り締まるため1831年にホヴ・ストリートの南端、ザ・シップ・インのすぐ隣に沿岸警備隊を配置した。
また、ホヴ・ストリートの下には闘牛場があった。しかし、1810年に闘牛が逃げ出し多くの観客に被害が出たためその後は行われなくなった。
1821年の戴冠から数年後、ブライトンとの境界線近くに劇場・乗馬学校・警備隊を備えた集合住宅（ブランズウィック）が開発された。行政的にはホヴの域内であったが住民はその名称を使わないようにし、むしろ海岸沿いに連続するおしゃれな街である「ブライトン」を使った。
1822年にはブライトンからショアハムを結ぶ街道（現オールド・ショアハム・ロード）が造られ、ホヴの北側を通過した。
1825年にはブライトン・ジェネラル・ガス・ライト社が設立された。石炭ガスの採掘はひどい悪臭を放つため、貧しい地区にしか立地しなかった。同社はホヴ・ストリートとセント・アンドリュー教会跡の間の土地を取得し、1832年にガス製造所を建設した。採掘には大量の石炭が必要だったため、未舗装の道路を馬車で運搬した。また、コークスやタール、硫黄、アンモニアなどの副産物も同様に馬車で搬出した。高い煙突と2機のガスタンクを備えた工場は貧しい住民にとっては邪魔者であったが、消費の中心地であるブライトンから距離があったため急速な発展は遂げなかった。一方で、ブライトンから距離があることで1773年に制定されたブライトン・タウン法による石炭への課税を免れることができた。1819年にブライトンの東側にできたガス製造所も課税を免れていたが、こちらでは満潮時に帆船を岸に乗り上げさせ、船員が馬車へ石炭を流し、次の満潮で船を離脱させる方法をとっていた。この方法は船にとっても危険で、汚染を引き起こすものであったが最終的に廃止されるまでホヴでも活用されていた可能性がある。1840年になると鉄道が開通した一方、海岸から数マイル離れたショアハム・ハーバーで石炭取引が盛んになっていった。そのため1861年には工場の敷地面積が2倍となり、ガスタンクも5機に増やされた。その後さらに需要が急増し、1871年にはショアハム・ハーバーのポーツレイド＝バイ＝シーに大規模な新工場が建設され、1885年にはブライトン・アンド・ホヴのガス製造はすべてそこに移された。また、ホヴに残された敷地は貯蔵施設として活用された。
1831年までに教区東側の開発が進み、人口は1,360人まで増加した。しかしこの人口増はほとんど村に経済的利益をもたらさず、1835年には歴史家のトーマス・ホーフィールドに「平均的で取るに足りない小屋の集まり」と評されている。
1836年にはセント・アンドリュー教会が現在の場所に再建された。設計を担当したのは建築家のジョージ・バセヴィである。この頃、工場と教会を隔てる非常に高い壁が設けられ、現在にまで残されている。
海岸沿いのひらけた土地はスポーツ場として利用され、イングランド最古のクリケットクラブの1つであるサセックス・カウンティ・クリケット・クラブは1848年から1871年までロイヤル・ブランズウィック・グラウンドを使用していた。同クラブは1872年から現在までカウンティ・クリケット・グラウンドを利用している。

## 出身人物
- エドワード・カーペンター - 社会主義思想家
- ハーバート・メンゲス - 指揮者、作曲家
- ポーリン・ベインズ - 挿絵画家
- ロジャー・クィルター - 作曲家
- クリス・ユーバンク・ジュニア - プロボクサー